# Bogusław Fornalczyk
Bogusław Fornalczyk (ur. 3 czerwca 1937 w Jaworzniku) – polski kolarz szosowy i przełajowy startujący w latach 50. i 60. poprzedniego stulecia, zwycięzca Tour de Pologne. Olimpijczyk z Rzymu. Wielokrotny medalista mistrzostw Polski.

## Najważniejsze zwycięstwa
- 1958 - Tour de Pologne
- 1958 -  Mistrzostwa Polski w kolarstwie szosowym - wyścig ze startu wspólnego